# Sitnije, Cile, sitnije
Sitnije, Cile, sitnije singl je Lepe Brene i Slatkog greha. Izdan je 16. ožujka 1983. preko izdavačke kuće PGP RTB.
Ovo je jedini singl Lepe Brene i Slatkog greha.

## Pozadina
Početkom 1983. godine, Lepa Brena i Slatki greh održavaju 17 uzastopnih koncerata u beogradskom Sava Centru.
Nekoliko mjeseci kasnije, naslovnom pjesmom singla natjecali su se na Jugoviziji 1983. godine. Njihovo sudjelovanje bilo je iznenađujuće jer su bili jedini izvođači folka na natjecanju. Iako su im mnogi predviđali uspjeh, završili su na sedmom mjestu. Pobijedio je Danijel Popović s pjesmom »Džuli«, a na Euroviziji završio je na četvrtom mjestu. Iako je Brena izjavila da ta pjesma ne predstavlja Jugoslaviju, kasnije je surađivala s Danijelom.
Dva tjedna nakon Jugovizije, PGP RTB izdao je singl. Prodan je u nakladi od 800 000 primjeraka.

## Popis pjesama
Tekstovi: M. Tucaković, glazba: K. Kovač.
| Br. | Skladba                  | Trajanje |
| --- | ------------------------ | -------- |
| 1.  | »Sitnije, Cile, sitnije« | 3:03     |
| 2.  | »Hej, najluđe moje«      | 3:24     |

## Izdanja
| Regija          | Datum      | Format(i) | Izdavač | Ref.  |
| --------------- | ---------- | --------- | ------- | ----- |
| SFR Jugoslavija | 16.3.1983. | LP        | PGP RTB | [ 5 ] |